# Кипчак (Туркменистан)
Кипча́к (туркм. Gypjak) — бывший посёлок на юге Туркменистана, в Ахалском велаяте, в 15 км от Ашхабада. Известен как родовое селение первого Президента Туркменистана Сапармурата Ниязова.
В Кипчаке построена самая большая в Средней Азии мечеть Туркменбаши Рухы и располагается вдоль трассы M37. Рядом с мечетью одновременно был построен мавзолей президента, внутри которого расположено пять саркофагов. Четыре по углам — в них покоятся мать и отец Ниязова, а также два брата, погибшие во время землетрясения 1948 года. В центре, со времени строительства, находился саркофаг, предназначенный для самого Туркменбаши, в котором его и похоронили в 2006 году.
В Кипчаке несколько средних школ, детских садов и магазинов. Имеется почтовое отделение, магазин автозапчастей, дом культуры, гостиница, ветеринарная станция, дом здоровья со станцией скорой помощи, торговый центр с рынком.
В связи с расширением территории Ашхабада постановлением Меджлиса Туркменистана от 24 мая 2013 года Кипчак вошёл в состав новообразованного Рухабатского этрапа столицы и потерял статус самостоятельной административно-территориальной единицы. После упразднения этрапа 5 января 2018 года это село стало одним из районов Ашхабада.

## Этимология
Топоним «кипчак» происходит от одноимённого тюркского рода, который в частности имел государство в средневековье — Половецкая степь.